# Camponotus nipponensis
Camponotus nipponensis é uma espécie de inseto do gênero Camponotus, pertencente à família Formicidae.